# McAlmont
McAlmont est une census-designated place du comté de Pulaski, dans l’État américain de l'Arkansas.